# Rade Krunić
Rade Krunić (Foča, 7 de outubro de 1993) é um futebolista bósnio que atua como meio-campista. Atualmente joga pelo Estrela Vermelha e pela Seleção Bósnia.

## Carreira
Rade Krunić começou a carreira no Sutjeska Foča.

## Títulos
Empoli
- Campeonato Italiano – Série B: 2017–18

Milan
- Campeonato Italiano: 2021–22